# Verfassungsreferendum in Nordzypern 1975
Am 8. Juni 1975 fand in Nordzypern ein Verfassungsreferendum statt. Die Verfassung für den neuen unabhängigen Staat sah eine Präsidialrepublik vor, in der der Präsident maximal zwei Amtszeiten von vier Jahren absolvieren konnte, sowie ein Einkammerparlament mit 40 Sitzen. Die Verfassung wurde von 99,39 % der Wähler angenommen.
Da die Türkische Republik Nordzypern von der internationalen Staatengemeinschaft, mit Ausnahme der Türkei, nicht anerkannt wird und das Staatsgebiet Nordzyperns de jure zur Republik Zypern gehört, wird das Verfassungsreferendum nicht anerkannt.

## Ergebnis
|                          | Stimmen | %     |
| ------------------------ | ------- | ----- |
| Dafür                    | 37,502  | 99.39 |
| Dagegen                  | 230     | 0.61  |
| ungültige Stimmen        |         | –     |
| Gesamt                   | 37,732  | 100   |
| Wahlbeteiligung          |         | 70.00 |
| Quelle: Direct Democracy |         |       |